# جون هاموند
جون هاموند (بالإنجليزية: John Hammond)‏ (15 يناير 1769 - 15 أكتوبر 1844) هو لاعب كريكت بريطاني (وحمل سابقاً جنسية المملكة المتحدة لبريطانيا العظمى وأيرلندا ومملكة بريطانيا العظمى).